# Ernst Perabo
Johann Ernst Perabo (Wiesbaden, 14 novembre 1845 – Boston, 29 octobre 1920) est un compositeur, pianiste et professeur américain, d'origine allemande.

## Biographie
Perabo commence sa formation musicale avec son père à l'âge de cinq ans. Dès douze ans, il est capable de jouer de mémoire les quarante-huit préludes et fugues du Clavier bien tempéré. En 1852, il immigre avec sa famille à New York, mais voulant compléter sa formation musicale, il retourne en Allemagne en 1858 et 1865, travaillant d'abord avec  Johann Andersen à Eimsbüttel (près de Hambourg) et au Conservatoire de Leipzig pour étudier avec Carl Reinecke, Ignaz Moscheles, Alfred Richter et Ernst Richter. 
À son retour en 1865, après de nombreuses tournée dans l'Ouest et à partir de 1885, Perabo vit à Boston, où il mène une carrière en tant que pianiste (il donne notamment des œuvres pour piano de Schubert), compositeur et professeur de musique. Il donne des cours privés : son étudiante le plus célèbre, qui a étudié avec lui entre 1876 et 1882, est la pianiste et compositrice Amy Beach. Il a également enseigné au New England Conservatory
En plus des compositions originales pour piano (dont un Scherzo, trois Études, Pensées, Prélude, Romance et Toccatina), il a écrit de nombreuses transcriptions et fantaisies sur des opéras (Fidélio) et œuvres pour orchestres (Inachevée de Schubert et la Symphonie « Océan » de Rubinstein).